# Hypercompe conspersa
Hypercompe conspersa är en fjärilsart som beskrevs av Walker 1866. Hypercompe conspersa ingår i släktet Hypercompe och familjen björnspinnare. Inga underarter finns listade i Catalogue of Life.